# Kereszténység Kínában

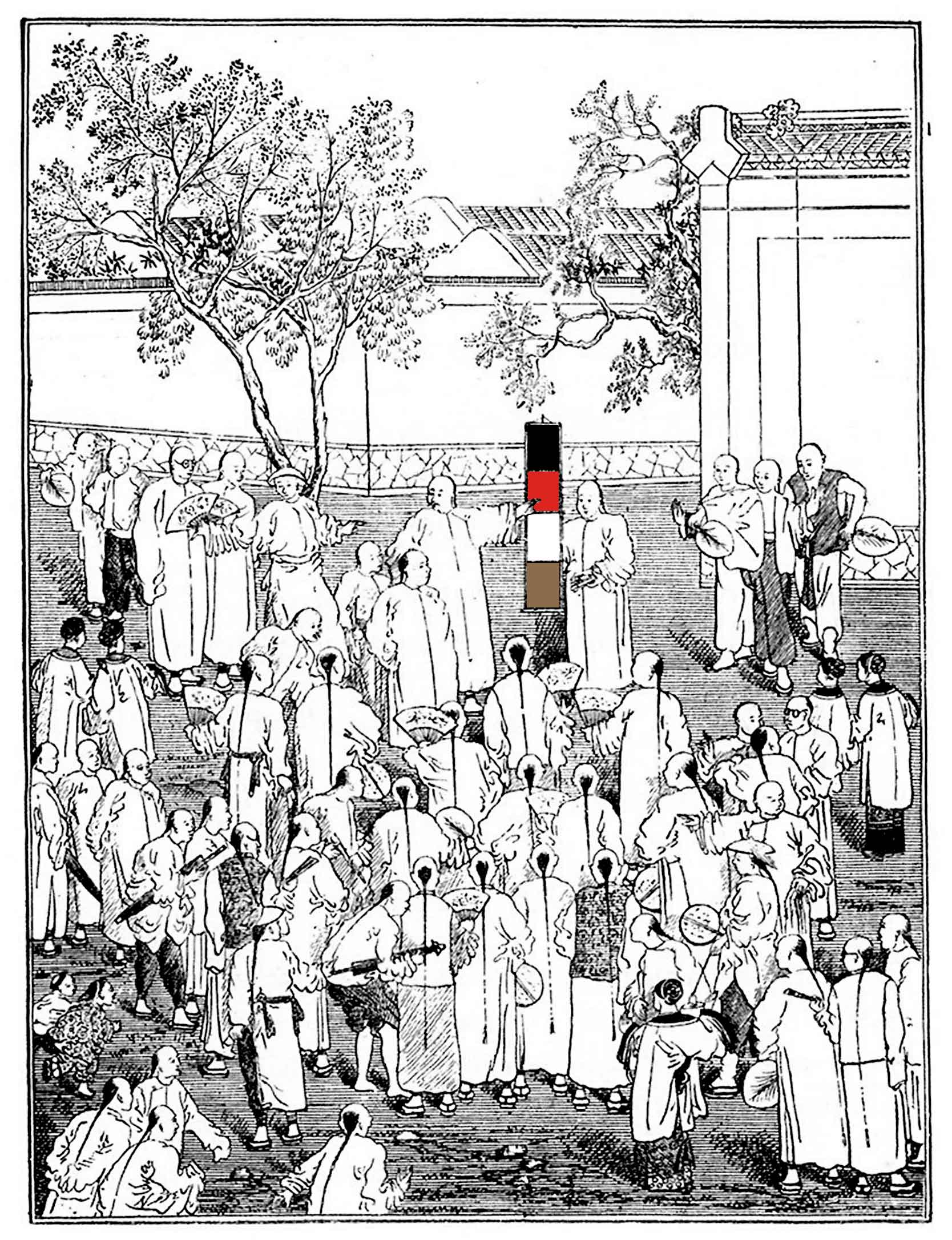
Misszionárius prédikál a kínaiaknak a 19. század végén

A kereszténység Kínában már a Kr. u. 7. században megjelent, de az évszázadok alatt a közelmúltig többször is betiltották. Becslések szerint Kínában több mint 100 millió keresztény él.

## Kialakulása
Legkorábbi ismereteinket egy sztélé adja, ami arról tudósít, hogy egy nesztoriánus missziós térítő érkezett Kínába, akit Alopennek neveztek. A selyemúton haladva ért Kínába, ahol 635-ben fogadta őt Taj-cung (Taizong) császár. A császár intézkedett és lefordíttatta a hozott írásokat, és 638-ban az első kínai keresztény templomot is felépítette, 21 papot rendelve oda (valószínűleg perzsákat). Híres misszionárius volt még Adam 700 körül. 845-ben azonban politikai és gazdasági zavarban Vu-cung (Wuzong) császár betiltotta a buddhizmussal együtt. Így egy keleti pátriárka 986-ban arról számolt be, hogy csupán egyetlen keresztény templom maradt egész Kínában.

## Története

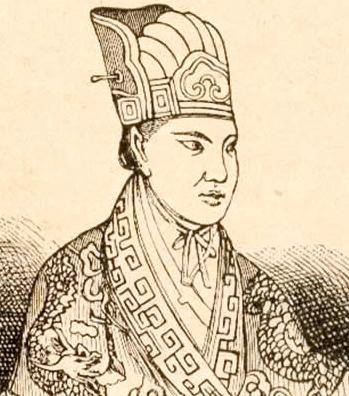
Hung Hsziu-csüan (Hong Xiuquan), a tajpingok vezetője, aki Jézus öccsének hitte magát

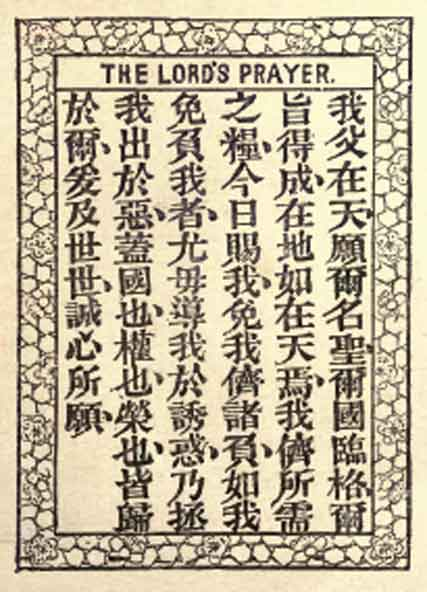
A Miatyánk szövege klasszikus kínai írással

### Missziók
1289-ben ferences szerzetesek kezdtek missziót Kínában, de a Ming-dinasztia elűzött újra minden idegen, külföldről jött befolyást az országból. 1503-ban közvetlen tengeri kapcsolat jött létre Európával, és létrehozták Jézus Társaságát, melyben kínaiak és jezsuiták vettek részt. Itt halt meg 1552-ben kínai missziós tevékenysége megkezdése előtt, egy Kínához tartozó szigeten, közel Kantonhoz Xavéri Szent Ferenc, mielőtt Kína földjére léphetett volna. Matteo Ricci 1601-ben nyit rendházat Pekingben. Halála évében (1610) már 25 ezer kínai keresztény, köztük négyszáz pekingi vált kereszténnyé. Ráébredt arra, hogy a missziós munka akkor lesz a leghatékonyabb, ha az országba nyugati tudósok áramlanak be, főként matematikusok és a csillagászatban jártasak. Ezt viszont utóda Nicolò Longobardo valósítja meg, kér segítséget. 1618 április 16-án el is indul 22 jezsuita, hétezer könyvvel és egy teleszkóppal, és kihajóztak Lisszabonból Kína felé. Egy tudományos együttműködés indult el, amelyben kijavították a kínai naptárat és a misszionáriusok geometriát, felsőfokú algebrát tanítottak. A fejlett kínai kozmológiai megfigyeléseket osztották meg a kínaiak, amelyben ott állt Hszüan Yeh helyes tanítása, hogy az égitestek végtelen térben mozognak.
Ricci egy missziós alkalmazkodó stílust teremtett avval, hogy a jezsuiták vegyék át a szokásokat a kínaiaktól, például járjanak selyemruhába. Ezek az átvételek nem tetszettek Longhobárdinak, így nézeteltérés keletkezett. 1628-ban konferenciát tartottak a misszionáriusok Csiating (Jiading)ban. Ahol jelen volt Nicolo Longobardi mellett kínai keresztények is. Bonyolította a helyzetet, hogy 1631-ben két domonkos és 1633-ban két ferences érkezett Kínába, akik ugyancsak ellenérzésüket fejezték ki. 1643-ban a domonkos Juan Morales Rómához fordult, amelyre egy jezsuita küldött Martino Martini Kína-szakértő a pápához utazása volt a válasz, melyre elismerő válasz érkezett a jezsuitáknak a pápától: "tisztán politikai és civil kultuszok." 1650-ben az egyik kínai császárnő keresztény hitre tért, melynek dokumentumát a vatikáni titkos levéltár őrzi.
Ebben a helyzetben bukott el a Ming-dinasztia, aminek a következménye az lett, hogy karanténba összezárva tartották a keresztény misszionáriusokat, melyben a különböző rendhez tartozók jobban megértették egymást. 14 jezsuita, 3 domonkos és egy ferences élt akkor együtt 1664-1669-ig Kantonban. Harminc kérdést vitattak meg, és többek között szóba került, hogy latin terminológiák kerülnek be, de ezt végül elvetették.
1676 és 1677-ben két könyvet is megjelentetett a hazatérő Domingo Navarrete domonkos szerzetes (Értekezések a kínai császárság történelméről, politikájáról, etikájáról és vallásáról, illetve a Régi és új ellentmondások a Nagy Kína missziójáról.), mely mellékesen a katolikus tanítás elfojtásával vádolta a jezsuitákat.
1723-ban azonban Jung-cseng (Yongzheng) uralkodásának második évében deportálták a Fucsien (Fujian)ben élő misszionáriusokat Makaóra. 1724-ben leszámolt a császár Sunu fiaival is, akik lelkes kínai keresztényekként prédikáltak, és evvel törvényt vétettek. Azután 1729-ben az összes misszionáriusnak távozni kellett, csupán 20 fő maradhatott, de tiltva volt nekik a prédikáció. Az orosz ortodoxia 1715-ben kezdődött, míg a reformátusok 1807-ben kezdték meg tevékenységüket az országban. Ugyanis ebben az évben érkezik Robert Morrison sinológus, aki 1819-re lefordítja a Bibliát kínai nyelvre.

### Tajping-felkelés
A kereszténység kínai terjedéséhez köthető az ország egyik legnagyobb felkelése, a Tajping-felkelés. A felkelés egyik megalapozója a Kínai Missziós Társaság által 1836-ban kiadott egyik könyv, a Világot figyelmeztető igaz szavak volt. Ez a könyv az Ó- és Újszövetség összefoglalását adta, a kínai népmesék, a buddhizmus és a taoizmus bizonyos elemeivel kiegészítve. Így a könyv azt a benyomást keltette az olvasókban, hogy Jézus és Isten bizonyos időközönként a mennyországban, máskor a földi világban tartózkodnak. A könyv eljutott a hakka származású Hung Hsziu-csüanhoz (Hong Xiuquanhoz) is, akinek 40 napos betegsége alatt látomásai támadtak, és ezekben találkozott Istennel, aki utasította a konfuciánus társadalom eltörlésére. Ennek hatására Hung (Hong) úgy gondolta, ő a második megváltó, Jézus öccse. Remek szónoki képességeivel egyre több követőt gyűjtött maga köré, főleg a nincstelen parasztság köréből, akik élén aztán 13 éves polgárháborúba sodorta az országot. A felkelők fő célja egy igazságos, egyenlőségen alapuló állam létrehozása volt, és Dél-Kínában létrehozott államuknak a Taj ping Tienkuo (Taiping Tien Guo) (A Nagy Béke Mennyei Királysága) nevet adták. Kísérletük azonban kudarcba fulladt, mivel az uralmon lévő Csing-dinasztia (Qing-dinasztia) hathatós külföldi segítséggel legyőzte őket, vezetőjük pedig Nankingban öngyilkosságot követett el.

### 20. század első fele
A 19. század végén, és a 20. század elején, főleg az első kínai–japán háborút követően a nagyhatalmak csak ürügyet kerestek arra, hogy valamilyen módon beavatkozhassanak Kínában, és egy-egy területet megszerezhessenek maguknak belőle. Remek ürügyet szolgáltattak erre a Kínában tevékenykedő misszionáriusok elleni atrocitások, amelyek egyre gyakoribbá váltak az országban, ugyanis a kínaiak egy jelentős része a vallást azonosította a gyarmatosítóhatalmakkal. Misszionáriusok megölésére hivatkozva szerezte meg Csiacsou kikötőjét Németország és Kuangcsouvan kikötőjét Franciaország.
Az 1900-as elején kitört bokszerlázadás során a bokszerek a külföldiek kémeinek tekintették a keresztény kínaiakat, így amikor a nyugatiak ártatlan kínai civileket kezdtek ölni, akkor a bokszerek kínai keresztények kivégzésével válaszoltak, gyakran különös kegyetlenséggel végezve velük. Azonban a nyugatiak sem bántak sokkal emberségesebben velük, így amikor sok kínai keresztény velük együtt az ostromlott nemzetközi követségeken rekedt, igen rossz bánásmód várt rájuk. Az ostromlott nyugatiak megtagadták, hogy a kínai keresztények kapjanak a kínai hadsereg által nekik juttatott élelmiszerből és rizsből, így ők kénytelenek voltak elhullott állatokat, kutyákat, lovakat, falevelet fogyasztani.
A Csing-dinasztia (Qing-dinasztia) bukása után Kínában pár éven belül beköszöntött a hadurak kora. A központi kormányzat megszűnt létezni, és az ország egymással harcoló, hadurak által irányított területekre bomlott. Ők azonban az adók beszedésén és a sorozásokon túl igen kis mértékben avatkoztak be a területük ügyeibe, így a kereszténységnek sem szabtak gátat. Sőt, a hadurak között keresztény vallású is akadt, mint például Feng Jü-hsziang (Feng Yuxiang), aki egyes állítások szerint tömegesen, tűzoltóslaggal keresztelte meg saját katonáit. Az északi hadjárat után hatalomra jutó, és Kínát két évtizedig irányító Kuomintang (Guomindang) generalisszimusza, Csang Kaj-sek (Chiang Kai-shek) és felesége, Szung Mej-ling (Song Meiling) is keresztény vallású volt.

### A Kínai Népköztársaságban

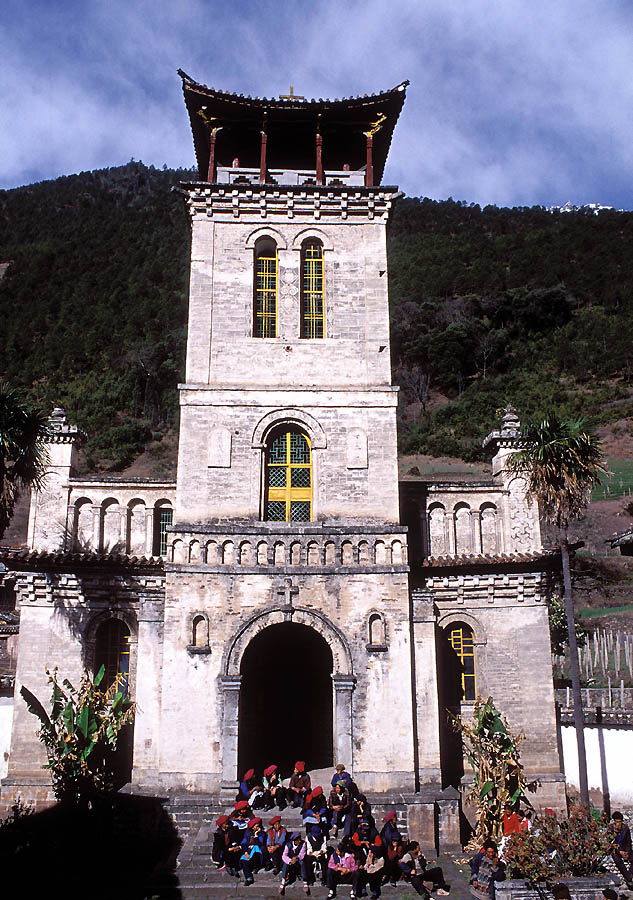
Katolikus templom a Mekong folyó közelében, Jünnan tartományban (Yunnan)

Miután a kínai polgárháború 1949-ben a kommunisták győzelmével végződött, sok keresztény vezetőt bebörtönöztek, mint például Watchman Nee-t és Vang Ming-taót (Wang Mingdaót). 1950-ben alapították az "állam önvédelmére" a kínai katolikus egyházat. 1966-70 független egyházak alakultak, ők a római katolikus egyháznak megfelelő gyülekezet, Vatikán szelleméhez hűek, akik elutasítják az állami előírásokat. Azonban 1966-tól indul az a kulturális forradalomnak nevezett állami elgondolás, ami minden tradícióval szakítani akart, így több templomot is leromboltak. és keresztényeket üldöztek. 2006-ban vallásszabadságot hirdetett a kínai állam, de az még messze elmarad a világ nyugati felében megszokott jogoktól. A jogszabályok előírják a prédikációk tartalmát, és csak kijelölt helyeken lehet Bibliát kapni. A rendészeti szerveknek jogában áll félbeszakítani az istentiszteleteket, hogy igazoltassanak, illetve bebörtönözhetik a hívőket. Így akik illegális helyeken osztogatják a Bibliát, illetve azok a lelkészek, akik nem lépnek át a Mao Ce-tung (Mao Zedong) által alapított katolikus vagy protestáns szervezetekbe zaklatásoknak vannak kitéve, és elzárást kaphatnak. Államilag szentesített keresztény találkozók a "Kínai Keresztény Tanács", "Három-Saját Hazafias Mozgalom" vagy a "Kínai Katolikus Hazafias Szövetség" 1978-ban hozták létre. Ezeket az állam, más vallásokkal együtt az ún. Országos Vallási Szövetségbe tömöríti. 1998-ban 140 embert tartoztattak le, mert nem az állam szerint előírt szertartással tartottak istentiszteletet. A kínai kereszténység egyik kiemelkedő alakja volt Hszie Si-kuang (Xie Shiguang) püspök, aki 1955-től haláláig, 2005-ig összesen 28 évet töltött kínai börtönökben hite miatt.
2012 óta Hszi Csin-ping (Xi Jinping) elnök új törvényt fogadtatott el, mely szerint az összes egyházat állami ellenőrzés alá kell vonni, mivel azok esetén tartani lehet a nyugati befolyástól és a hűtlenségtől. Aki Krisztust a kínai állam fölé helyezi, számíthat arra, hogy eltávolítják, esetleg börtönbe kerül. Az új törvény megtiltja a részvételt külföldi vallási továbbképzésen és konferencián, vallási tevékenységet az iskolában, és vallási szolgáltatásokat az interneten. A keresztény vallásgyakorlás minden lehetséges módjába beleszól a kormány 2018-ra, igyekszik megfojtani a kereszténységet, templomot rombol le, biblia-eladást korlátoz, az állam megtiltotta kiskorúaknak, hogy részt vegyenek istentiszteleteken, nem lehet nyilvánosan énekelni, még a Mikulás-sapkákat is betiltották. Mindezek a föld alatti keresztényekre vonatkoznak elsősorban, akiket az állam nem ismer el.

## Kína vatikáni viszonya
Kína 1951-ben szakította meg a diplomáciai kapcsolatokat a Vatikánnal, és csak az 1980-as években kezdődtek újra a megbeszélések. 2014-ben, Ferenc pápa idején hivatalos tárgyalásokra került sor. Kína külső politikai befolyástól fél, a Vatikánnak viszont vallási fenntartásai vannak. Az egyik vita a püspök kinevezése körül folyik, akiket a kínai állam nevezett ki. Ezt bonyolítja, hogy vannak olyan püspökök akiket nem fogadott be az egyház közössége. A másik felülvizsgálatot igénylő ügy a kínai szabályozás irányelve, miszerint "aktívan irányítani kell a vallást, hogy alkalmazkodjon a szocialista társadalomhoz. 2018-ban Vatikán és Kína egy ideiglenes két évre szóló szerződést kötött, melyben Vatikán elismerte a korábban Kína által kinevezett püspököket, és egyházmegyét alapíthatott Csengtö város püspöki központtal  Kiszivárgott hírek szerint letartóztatásokat váltott ki az egyezményt ellenzőknél, és olyan püspökök kerültek hivatalba, akik az állammal tartott kapcsolataikat előnyben részesítik az evangélium oktatásánál. Az állam a karácsony ünneplését sem támogatta, hanem tovább erőlteti a személyi kultuszt, karácsony helyett inkább egy elhunyt politikai vezetőt éltessenek, aki karácsony dátuma után született néhány nappal. Bár ideiglenes megállapodásról van szó, az egyezménynek kritikusai szerint a földalatti katolikus egyházak rovására történt, mert az egyezmény birtokában a kínai állam még szigorúbban lép fel azok ellen, akik Isten mindenhatóságát első helyre teszik a kínai párt államhatalmával szemben.

## Az állam ideológiájának változása
A vallást a 20. század második felében irtották. Az ezredforduló után megváltozott a helyzet lassan, és a tízes évek végére a párt tagok egyharmada úgy véli összeegyeztetőnek tartja a kommunizmust a keresztény hittel. Sőt a fiatalok között – a tiltás miatt is – népszerű a keresztény vallás. 2004-ben a protestánsok a fegyelem lazulásáról számolhattak be, és felépítettek két új templomot. 2008-ra már egyes politikusok is megvallják hitüket keresztény hívőként, és azt állítják, hogy a kereszténység hozzájárul a párt erkölcsi megújulásához.
- 2011 május közepén a keresztény „földalatti szervezetek” a parlamenthez fordultak,[25] hogy ismerjék el őket. A hivatalos egyház mellett 17 egyház működési engedélyt kértek, felülvizsgálatot az alkotmány szellemében és a vallásszabadságot védő jogszabályok meghozatalát. Az egyik ilyen sok korlátozást elszenvedett fővárosi egyházat Suvang egyháznak hívják.
- 2011 júniusában és júliusában püspökszentelések történtek, a római pápa jóváhagyása nélkül. (A pápát ilyenkor köti az az Egyházi Törvénykönyv,[26] amely kimondja hogy ilyen esetben a személy önmagát közösíti ki és az eset rombolja az egyházi egységet).
- 2018-ban egyesek szerint az állapotok hasonlítanak a kulturális forradalom idejére, amikor minden igyekezete volt az államnak az ateizmus hirdetése. Szigorú szabályok az éneklésre is vonatkoznak. Ennek okát abban látják, hogy a keresztények száma jelentősen túlhaladta a kínai kommunista párt tagjainak számát.[27] Mindemellett a kínai állam öt éves tervet hirdetett a vallást integrálni szeretné az úgy nevezett "kínai kifinomult kultúrába", amely – a tajvani Beatrice nővér szerint, aki egyben Vatikáni szakértő is – egy sinizációs megaprogram (2018 – 2022) amit ha hitelesen szeretnének véghez vinni minden részletében talán száz év sem lenne elég, nem szólva arról hogy a kínai kifinomult kultúra meghatározása is nehézségekbe ütközik, .[28] A kereszténység pedig teológiai csonkolásra ítélve alárendelve jelenne meg, melyek elhatározásában központi szerep jut az állam által támogatott püspököknek. Egy amerikai nagykövet Hong Kongban kijelenti Kína vallásháborúban van.[29] Mások véleménye szerint pozitívan kell értelmezni a sinizációt, egy lehetőségnek, hogy a kereszténység egy bizonyos szinten bevonul az állami szférába, amely a korai missziók célja volt.[30]

## Adatok
- 1627-ben 13 ezer, 1636-ban 40 ezer, 1640-ben 65 ezer és 1651-ben 150 ezer kínai megtértet jegyeztek fel.[31]
- A kereszténység olyan szervezet lett, ami a második legnagyobb szervezetnek mondható az állam után. 1993 után tért meg a kereszténységhez a kínai kereszténység 73 százaléka, egy 2010-ben mért statisztika szerint. 1998-ban hivatalosan 11 milliót, míg 2008-ban 21 millió kínai keresztényt számoltak, de a massachusettsi Centre for the Study of Global Christianity intézet becslései szerint ez a szám ténylegesen elérheti a 70 milliót is. Egy bizonyos Zhao Xiao volt párttag szerint, aki keresztény lett állítja, 150 millió is lehet ez a szám. Ez azt jelentené, hogy a 74 milliós kínai párttagságot kétszeresen meghaladná a tagok száma.[32]
- Ugyanakkor Nankingban készül a legtöbb olcsó Biblia a világon. Átlagosan öt másodpercenként készül el egy új Biblia, amelyeket 90 nyelven készítenek itt.
- A protestánsok 10 millióan voltak, melyből 18 ezer pap. Imahelyei meghaladják a 25 ezret, a templomok ebből 12 ezret számlált.[33]  2018-ra 100 millióra becsülik a számukat, melyből 30 millió a regisztrált,[34] a többit a nyugat "földalattinak", a kínaiak "házi templomnak" neveznek. Ha a jelenlegi növekedési ütem lesz a mérvadó, akkor 2030-ra a világ legnagyobb keresztény országa lesz, megelőzve a világ bármely országát.[35]
- A kínai katolikusok jelenleg 100 egyházmegyét tartanak számon.[36]